# Gazeta Codzienna Narodowa i Obca

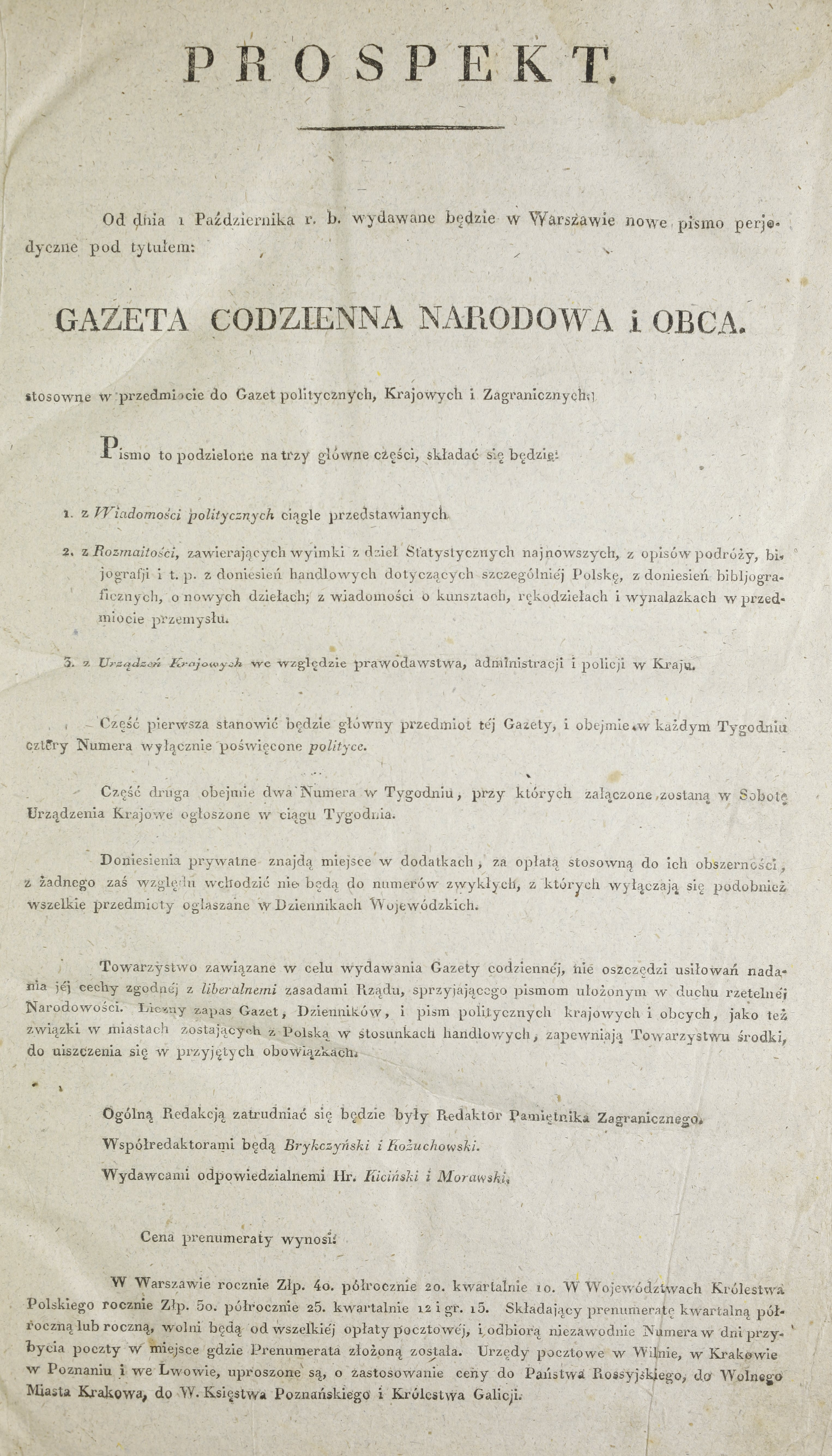
Prospekt emisyjny

Gazeta Codzienna Narodowa i Obca – dziennik ogólnoinformacyjny wydawany w Warszawie w latach 1818–1819, założony przez Brunona Kicińskiego i Teodora Morawskiego. Był to pierwszy dziennik ukazujący się na terenie Królestwa Polskiego. Miał charakter społeczno-polityczny, propagował liberalne poglądy i obronę praw konstytucyjnych.

## Opis
Prospekt gazety ukazał się 15 września 1818 r. w Warszawie. Tytuł nawiązywał do postępowego pisma wychodzącego w okresie Sejmu Czteroletniego o tytule „Gazeta Narodowa i Obca”. Redaktorzy pisma, Kiciński i Morawski, uzyskali zwolnienie dziennika od cenzury. Gazeta wychodziła codziennie, poza niedzielami i świętami. Ukazywała się w formacie 36 × 33 cm, drukowana in folio, każdy numer składał się z 4 stron. W porównaniu z innymi pismami, koszt prenumeraty gazety był umiarkowany, co pozwoliło na poszerzenie kręgu odbiorców o średnie klasy społeczeństwa. Gazeta zamieszczała przedruki z liberalnej prasy europejskiej, przedstawiała postulaty postępowych reform ustrojowo-politycznych, poruszała szeroki zakres zagadnień. Dzięki temu cieszyła się dużą popularnością wśród czytelników – wychodziła w wysokim nakładzie sięgającym 1600 egzemplarzy. Po publikacji artykułu O nadużyciach policji w państwie konstytucyjnym władze zamknęły drukarnię gazety 19 maja 1819 r., tym samym uniemożliwiły jej ukazywanie się. Wydawcy odzyskali możliwość korzystania z drukarni, ale w związku z wprowadzeniem cenzury prewencyjnej 22 maja 1819 r. dla wszystkich pism i gazet, zadecydowano o zawieszeniu działalności pisma. Kontynuacją gazety była „Kronika Drugiej Połowy Roku 1819”.

## Treść
W Gazecie Codziennej Narodowej i Obcej publikowano informacje dotyczące życia społeczno-politycznego, gospodarczego i codziennego państw europejskich i pozaeuropejskich. Przedrukowywano artykuły z gazet zachodnioeuropejskich, np. z: „La Minerve française”, „Morning Chronicle”, „Le Vrai liberal”, „Gazety Hamburskiej”, „Dostrzegacza Austriackiego”, „Kuriera Londyńskiego”, a także sporadycznie z „Russkij Inwalid”. Publikacje zagraniczne przewyższały ilościowo materiały krajowe. Publikowano także wiadomości o charakterze rozrywkowym, sensacyjnym i ciekawostki (np. dotyczące najnowszych wynalazków i odkryć).
Drugi blok informacji stanowiły wiadomości krajowe dotyczące Królestwa Polskiego a także Krakowa, Galicji i Wielkiego Księstwa Poznańskiego. Najwięcej wiadomości z obszaru życia społeczno-politycznego dotyczyło Warszawy, zwłaszcza jej życia kulturalnego i działalności naukowej. Zamieszczano dużo recenzji teatralnych oraz relacje z posiedzeń Towarzystwa Warszawskiego Przyjaciół Nauk. Stałą rubryką były informacje o nowościach wydawniczych w państwach zachodnioeuropejskich. Sporadycznie pojawiały się również recenzje i informacje o nowościach wydawniczych w Królestwie Polskim.
Trzecim stałym działem były „Wiadomości Handlowe” – pojawiały się tutaj ceny różnych towarów na rynkach zagranicznych i krajowych, kursy walut, weksli, papierów wartościowych, bankowych, obligacji skarbowych. Publikowano ceny produktów w różnych miastach: Warszawie, Krakowie, Gdańsku, Wrocławiu, Berlinie. Podawano informacje o dużych jarmarkach.